# Zirconi
Zirconi là một nguyên tố hóa học có ký hiệu Zr và số nguyên tử 40. Nó là một kim loại chuyển tiếp màu trắng xám bóng láng, tương tự như titan. Zirconi được sử dụng như là một tác nhân tạo hợp kim do khả năng cao trong chống ăn mòn của nó. Nó không bao giờ được tìm thấy như là một kim loại tự nhiên mà thu được chủ yếu từ khoáng vật zircon, chất có thể được làm tinh khiết nhờ clo. Zirconi lần đầu tiên được Berzelius cô lập từ dạng không tinh khiết vào năm 1824.
Zirconi không có vai trò sinh học nào đã biết. Nó tạo thành các hợp chất hữu cơ và vô cơ, như zirconi dioxide và đibrômua zirconocen. Nó có 5 đồng vị nguồn gốc tự nhiên, ba trong số này là ổn định. Phơi nhiễm ngắn hạn với bột zirconi có thể gây ra các kích thích dị ứng nhẹ còn việc hít thở phải các hợp chất zirconi có thể gây ra u hạt da và phổi.

## Đặc trưng

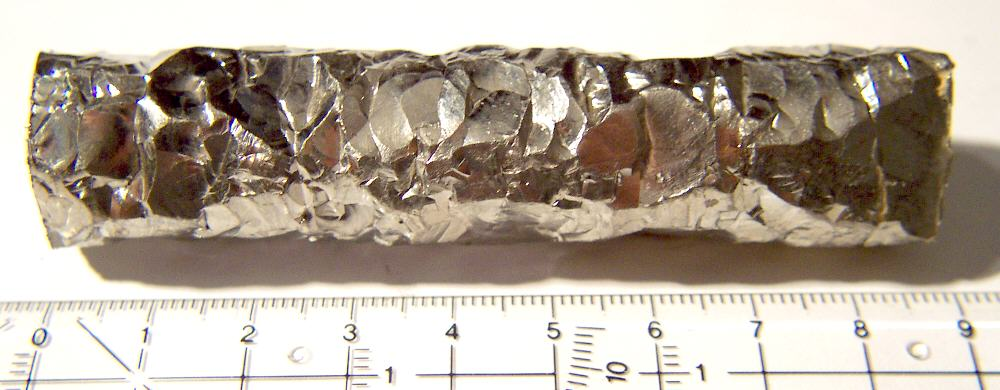
Một thanh tinh thể Zirconi

Zirconi là một kim loại mềm, dẻo và dễ uốn, ở trạng thái rắn khi có nhiệt độ phòng. Khi độ tinh khiết thấp thì nó trở nên cứng và giòn hơn. Ở dạng bột thì zirc0ni rất dễ cháy nhưng ở dạng khối rắn thì nó khó bắt lửa hơn. Zirconi có khả năng chống ăn mòn bởi các chất kiềm, acid, nước muối và các tác nhân khác rất cao. Tuy nhiên, nó sẽ hòa tan trong các acid như acid hydrochloric và acid sulfuric, đặc biệt là khi có mặt flo. Các hợp kim của nó với kẽm sẽ có từ tính khi nhiệt độ dưới 35 K.
Điểm nóng chảy của zirconi là 1855 °C, và điểm sôi là 4409 °C. Zirconi có độ âm điện bằng 1,33 (theo thang Pauling). Trong số các nguyên tố khối d, zirc0ni có độ âm điện thấp hàng thứ tư sau ytri, luteti, hafni.

## Ứng dụng
Do khả năng chống ăn mòn tốt của zirconi nên nó thường được sử dụng như là tác nhân tạo hợp kim trong các vật liệu phải chịu tác động của môi trường có tính ăn mòn cao, chẳng hạn như các loại vòi, các dụng cụ phẫu thuật, kíp nổ, các chất thu khí và các sợi của ống chân không. Dioxide zirconi (ZrO2) được sử dụng trong các nồi nấu phòng thí nghiệm, lò luyện kim, cũng như là vật liệu chịu lửa. Zircon (ZrSiO4) được cắt thành đá quý để sử dụng trong ngành kim hoàn. Cacbonat zirconi ngậm nước (3ZrO2•CO2•H2O) từng được dùng trong mỹ phẩm dành cho da để trị tác động của sơn độc, nhưng đã bị loại bỏ do nó gây ra một số phản ứng làm hại da trong một số trường hợp. Khoảng 90% lượng zirconi sản xuất ra được dùng trong các lò phản ứng hạt nhân do nó có tiết diện bắt neutron thấp và khả năng chống ăn mòn cao. Các hợp kim của zirconi cũng được dùng chế tạo một số bộ phận của tàu vũ trụ do khả năng chịu nhiệt của nó.

### Tinh chế

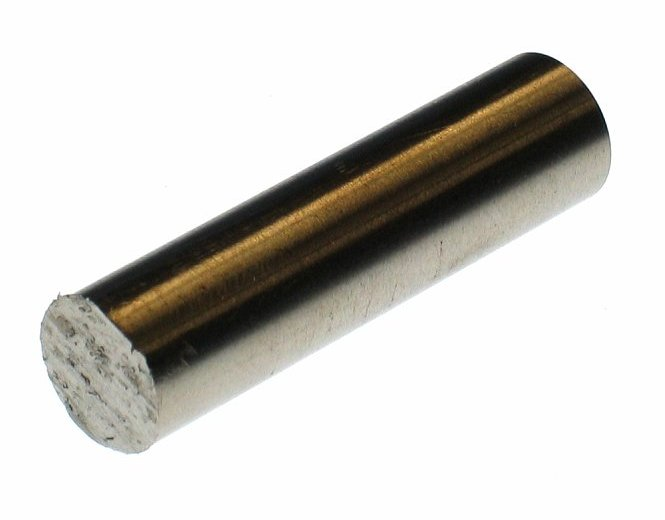
Một thanh zirconi.

Sau khi được thu thập từ nước biển vùng duyên hải, khoáng vật rắn zircon được tinh chế bằng các thiết bị cô đặc xoắn ốc để loại bỏ cát sỏi dư thừa và bằng thiết bị tách từ trường để loại bỏ ilmenit và rutile. Các phụ phẩm sau đó có thể đổ vào môi trường một cách an toàn do chúng đều là thành phần tự nhiên của cát bãi biển. Zircon đã tinh lọc sau đó được tinh chế thành zirconi tinh khiết bằng khí clo hay các tác nhân khác rồi được nung kết dính cho đến khi đủ mềm đối với nghề luyện kim. Zirconi và hafni đều có mặt trong zircon và chúng cực kỳ khó tách ra khỏi nhau do chúng có các tính chất hóa học rất tương tự.

## Lịch sử
Khoáng vật zircon chứa zirconi hay các biến thể của nó (như jargoon, hyacinth, jacinth, ligure), được đề cập tới trong các văn bản của Kinh Thánh. Khoáng vật này đã không được biết như là có chứa một nguyên tố mới cho tới tận khi Klaproth phân tích mẫu jargoon từ đảo Ceylon ở Ấn Độ Dương.Ông đặt tên cho ngyên tố mới này là Zirkonerde (zirconia). Humphry Davy đã cố gắng cô lập nguyên tố mới này vào năm 1808 bằng điện phân, nhưng thất bại. Zirconi (từ tiếng Syriac zargono, tiếng Ả Rập zarkûn từ tiếng Ba Tư zargûn زرگون nghĩa là "giống như vàng") lần đầu tiên được Berzelius cô lập ở dạng không tinh khiết vào năm 1824 bằng cách nung nóng hỗn hợp kali và fluoride zirconi-kali để phân hủy trong ống sắt.
Phương pháp thanh kết tinh (hay phương pháp Iodide) do Anton Eduard van Arkel và Jan Hendrik de Boer phát minh năm 1925 là phương pháp công nghiệp đầu tiên để sản xuất ở quy mô thương mại zirconi kim loại nguyên chất. Phương pháp này diễn ra với sự phân hủy bằng nhiệt của tetraiodide zirconi (ZrI4). INó bị thay thế vào năm 1945 bằng phương pháp Kroll rẻ tiền hơn do William Justin Kroll phát minh, trong đó tetraclorua zirconi bị phá hủy bằng magiê.
Zirconi chất lượng thương mại cho phần lớn ứng dụng vẫn còn chứa 1-3% hafni.

## Phổ biến

### Địa chất

Xu hướng sản xuất khoáng vật zirconi cô đặc toàn thế giới

Zirconi có hàm lượng khoảng 130 mg/kg trong lớp vỏ Trái Đất và khoảng 0,026 μg/L trong nước biển, mặc dù không bao giờ ở dạng kim loại tự nhiên. Nguồn thương mại chủ yếu chứa zirconi là khoáng vật silicat zirconi là zircon (ZrSiO4), chủ yếu có ở Australia, Brasil, Ấn Độ, Nga, Nam Phi, Hoa Kỳ, cũng như ở dạng trầm tích với trữ lượng nhỏ hơn nhiều khắp thế giới. 80% lượng zircon khai thác tại Australia và Nam Phi. Ước tính trữ lượng zircon toàn cầu là trên 60 triệu tấn và tổng sản lượng hàng năm là khoảng 900.000 tấn.
Zircon là phụ phẩm trong khai thác và chế biến các khoáng vật titan như ilmenit và rutile, cũng như trong khai thác thiếc. Giai đoạn từ năm 2003 tới năm 2007, giá của zircon đã tăng dần từ 360 USD tới 840 USD một tấn. Zirconi cũng có trong trên 140 loại khoáng vật đã biết khác, như baddeleyit hay kosnarit.
Nguyên tố này tương đối phổ biến trong các ngôi sao loại S, và nó cũng đã được phát hiện là có trong Mặt Trời cùng các thiên thạch. Các mẫu đá Mặt Trăng thu được từ chương trình Apollo có hàm lượng oxide zirconi rất cao so với các loại đá trên Trái Đất.
Xem thêm Khoáng vật zirconi.

### Sinh học
Zirconi không có vai trò sinh học nào đã biết, mặc dù các muối zirconi có độc tính thấp. Cơ thể người trung bình chứa không quá 1 miligam zirconi, và nhu cầu mỗi ngày chỉ khoảng 50 μg. Hàm lượng zirconi trong máu người thấp ở mức 10 phần tỷ. Các thực vật thủy sinh dễ dàng hấp thụ zirconi hòa tan nhưng nó khá hiếm ở thực vật trên đất liền. 70% thực vật không chứa zirconi, còn những loài có chứa nó thì cũng không vượt quá 5 phần tỷ.

## Hợp chất
Là một kim loại chuyển tiếp, zirconi tạo thành nhiều hợp chất vô cơ, như dioxide zirconi (ZrO2). Hợp chất này còn gọi là zirconia, có khả năng chống đứt gãy hiếm có và khả năng chống ăn mòn cao, đặc biệt là khi ở dạng hình hộp. Các tính chất này làm cho zirconia là hữu ích khi làm lớp che phủ cản nhiệt, và nó cũng là vật liệu thay thế phổ biến cho kim cương. Tungstat zirconi là một loại vật chất bất thường ở chỗ nó co lại khi bị nung nóng thay vì giãn nở ra như ở các vật liệu khác. Các hợp chất vô cơ khác của zirconi còn có hydride zirconi (II), nitride zirconi, tetraclorua zirconi (ZrCl4), được dùng trong phản ứng Friedel-Crafts.
Các hợp chất hữu cơ của zirconi thường được sử dụng như là chất xúc tác cho quá trình polyme hóa. Chất đầu tiên như thế là đibrômua zirconocen, được John M. Birmingham tại Đại học Harvard điều chế năm 1952. Tác nhân Schwartz, do P. C. Wailes và H. Weigold điều chế năm 1970, là một metallocene ((C5R5)2M) dùng trong tổng hợp hữu cơ để biến đổi các anken và ankyn.

## Đồng vị
Zirconi nguồn gốc tự nhiên có 5 đồng vị. Zr90, Zr91, Zr92 là ổn định. Zr94 có chu kỳ bán rã 1,10×1017 năm. Zr96 có chu kỳ bán rã 2,4×1019 năm, là đồng vị tồn tại lâu dài nhất của zirconi. Trong số các đồng vị tự nhiên này thì Zr90 là phổ biến nhất, chiếm trên 51,45% khối lượng zirconi. Zr96 là ít phổ biến nhất, chỉ chiếm 2,80% zirconi.
28 đồng vị nhân tạo của zirconi cũng đã được tổng hợp, có khối lượng nguyên tử từ 78 tới 110. Zr93 là đồng vị nhân tạo tồn tại lâu nhất, có chu kỳ bán rã 1,53×106 năm. Zrr110, đồng vị nhân tạo nặng nhất của zirconi, cũng là đồng vị tồn tại ngắn nhất, với chu kỳ bán rã chỉ là 30 miligiây. Các đồng vị phóng xạ với khối lượng nguyên tử từ 93 trở lên phân rã theo β-, trong khi các đồng vị có khối lượng từ 89 trở xuống phân rã theo β+. Ngoại lệ duy nhất là Zr88, phân rã theo kiểu ε.
Zirconi cũng có 6 đồng phân hạt nhân, Zr83m, Zr85m, Zr89m, Zr90m1, Zr90m2, Zr91m. Trong số này thì Zr90m2 có chu kỳ bán rã ngắn nhất, chỉ 131 nanogiây còn Zr89m là tồn tại lâu nhất với chu kỳ bán rã 4,161 phút.

## Độc tính
Việc ăn hay hít thở phải Zr93, một đồng vị phóng xạ, có thể gây ra sự gia tăng trong khả năng phát triển ung thư. Phơi nhiễm ngắn hạn với bột zirconi có thể gây ra dị ứng, nhưng chỉ khi tiếp xúc với mắt mới cần theo dõi y tế. Việc hít thở phải các hợp chất zirconi có thể gây ra u hạt da và phổi. Hơi zirconi có thể gây ra u hạt phổi. Phơi nhiễm kinh niên đối với tetraclorua zirconi có thể làm tăng tỷ lệ chết ở chuột nhắt và chuột lang cũng như làm giảm hemoglobin máu và hồng cầu ở chó. OSHA khuyến cáo giới hạn phơi nhiễm trung bình 5 mg/m³ và 10 mg/m³ cho giới hạn phơi nhiễm ngắn hạn.